# Jan Petersen (dansk politiker)
Jan Petersen, född 25 januari 1958 i Fjellerup, Danmark är en dansk politiker (Socialdemokratiet). Han satt i Folketinget för Århus amtkrets mellan 1990 och 2007 och var borgmästare för Norddjurs kommun 2010-2021.
Petersen tog studenten från Grenå gymnasium 1977 och arbetade därefter i butik. Han fick med i Danmarks Socialdemokratiske Ungdom efter att ha blivit upprörd över Mogens Glistrups framgångar. Han var ordförande för dess Grenå-sektion 1976-77, dess sektion i Århus kommun 1978-80, satt i förbundsstyrelsen 1978-80 och var dess förbundsordförande 1982-86. Petersen satt i styrelsen för Dansk Ungdoms Fællesråd 1983-87 och var ordförande för dess nationella utskott 1985-1987. Han var ledamot av Socialdemokratiets verkställande utskott och partistyrelse 1982-86 samt en period från 1998. Han var vice ordförande i riksdagsgruppen 1998-2000, därefter ordförande till 2001 då han åter blev vice ordförande.
Han utsågs till partiets spetskandidat i Norddjurs kommun inför Kommun- och regionvalet 2009. I valet fick partiet tillsammans med Socialistisk Folkeparti majoritet och Petersen blev därigenom borgmästare. Han fick 3 931 personröster vid valet. Han behöll posten till och med 2021 då det efter Kommun- och regionvalet 2021 blev borgerlig majoritet.